# 西湘バイパス

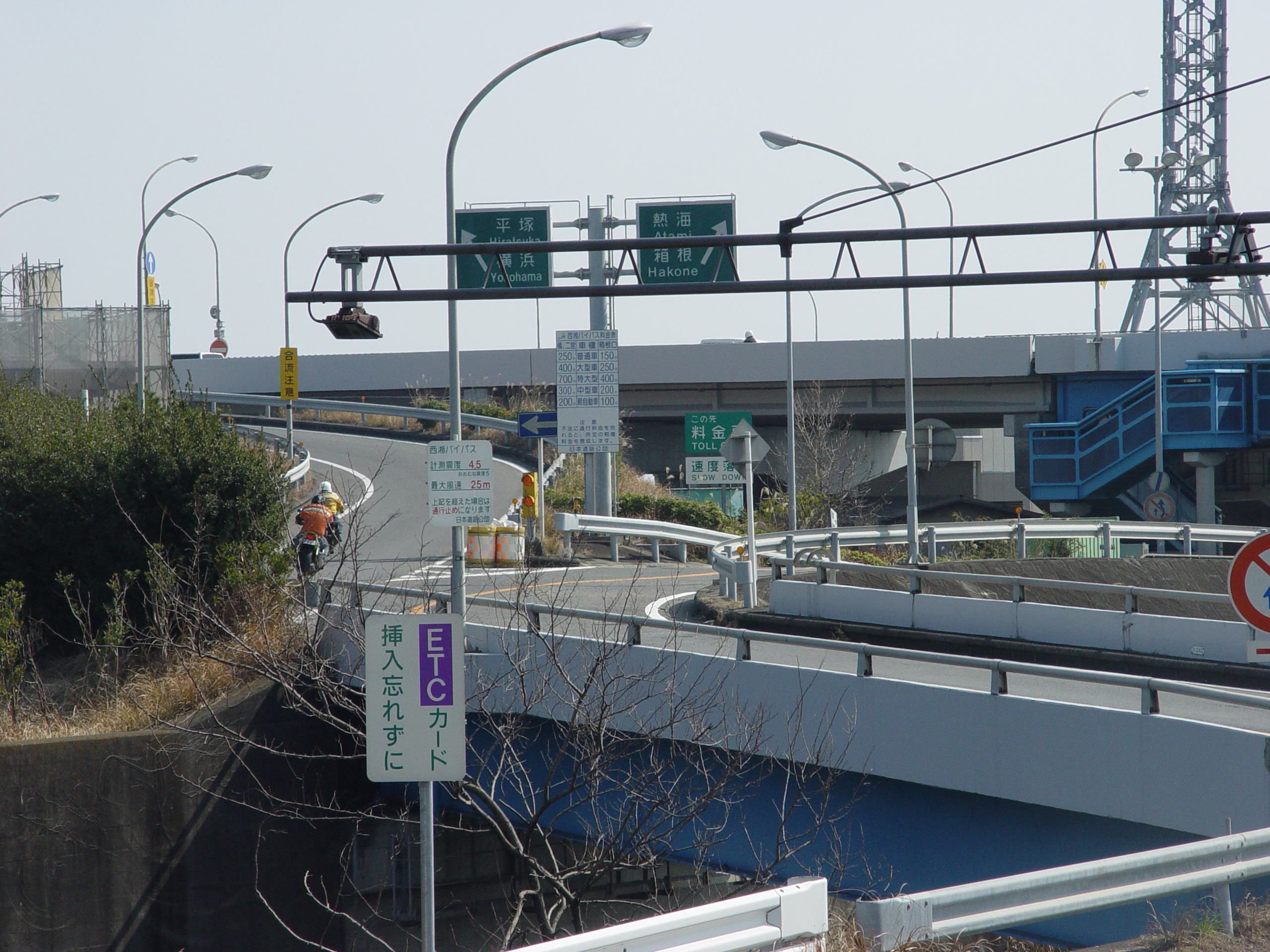
国府津IC

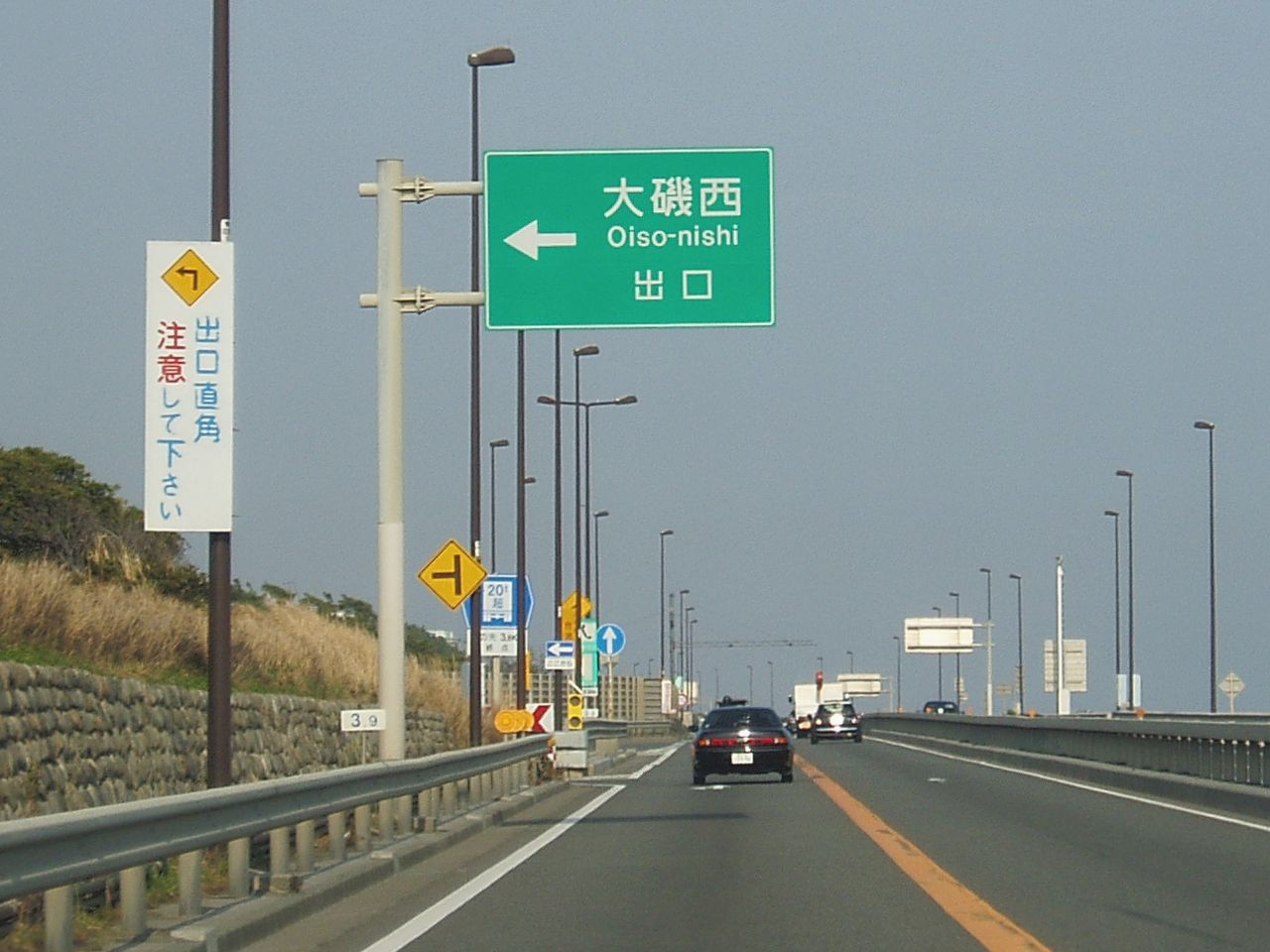
大磯西IC（出口改良前）

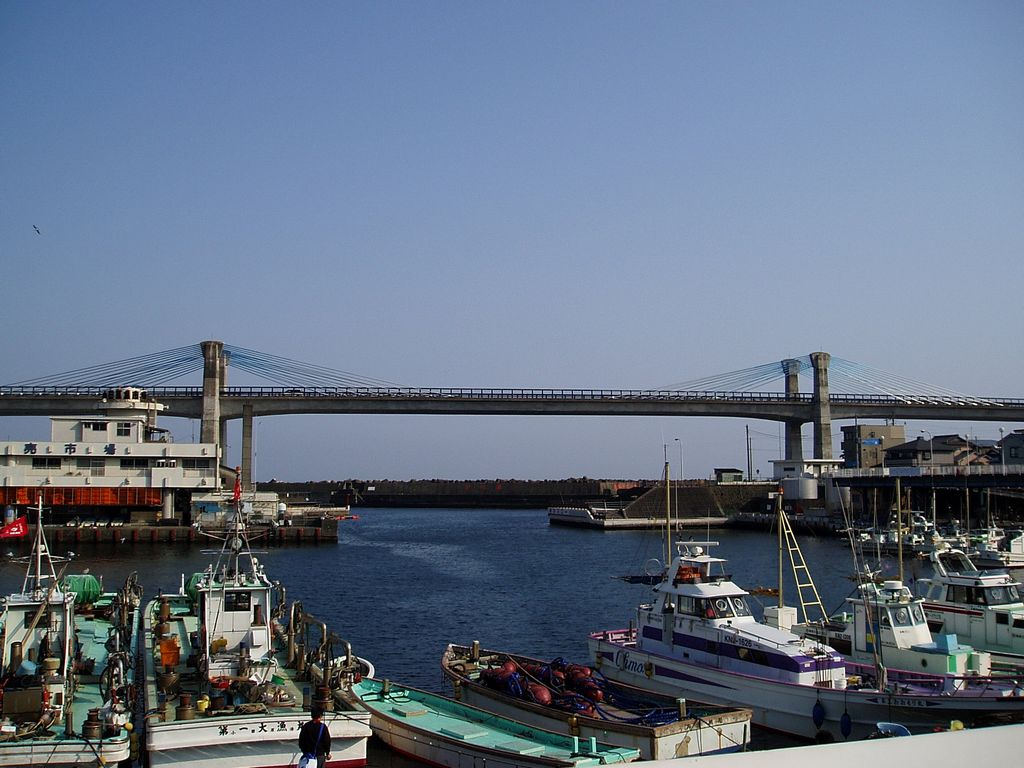
小田原ブルーウェイブリッジ

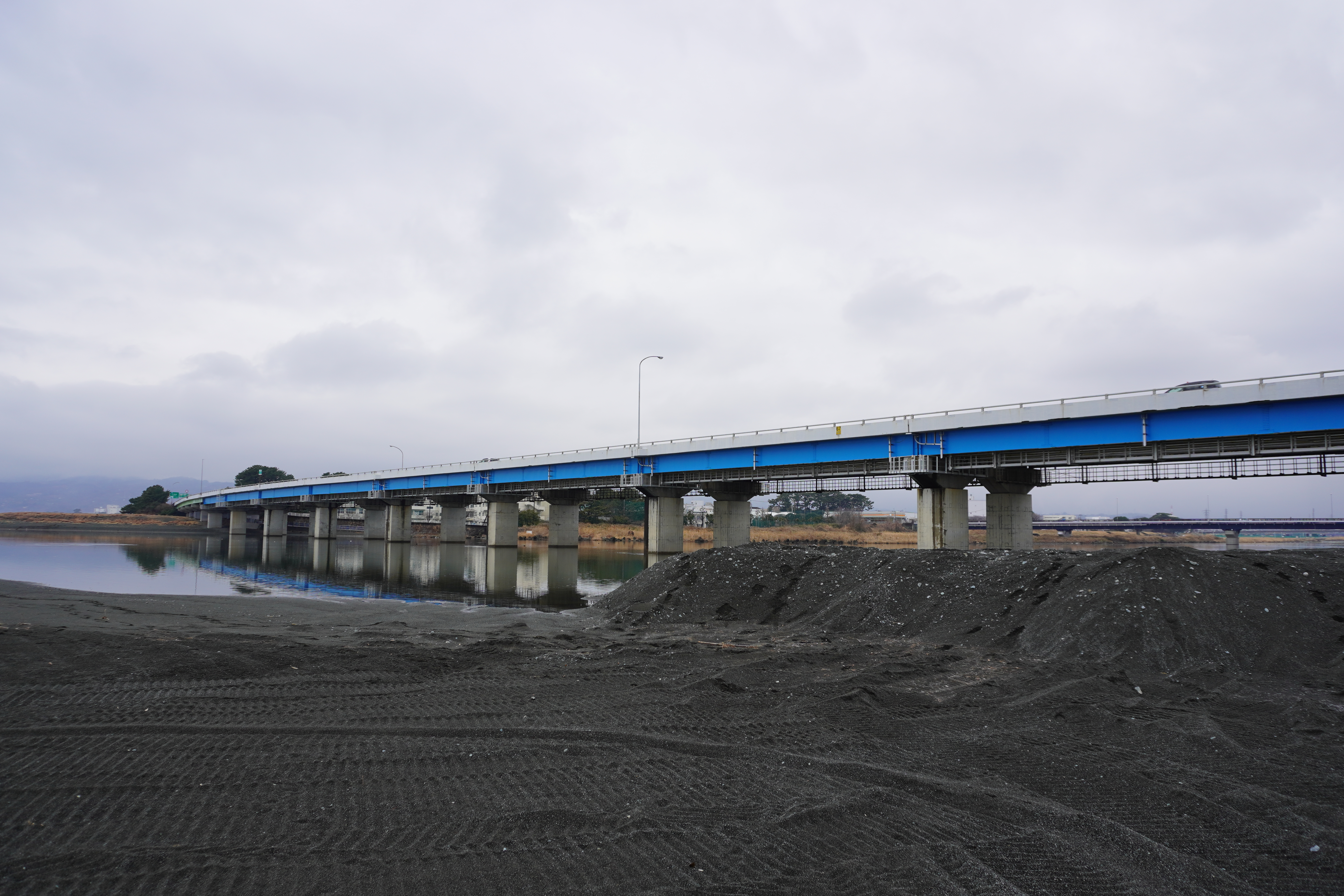
西湘バイパス西湘大橋

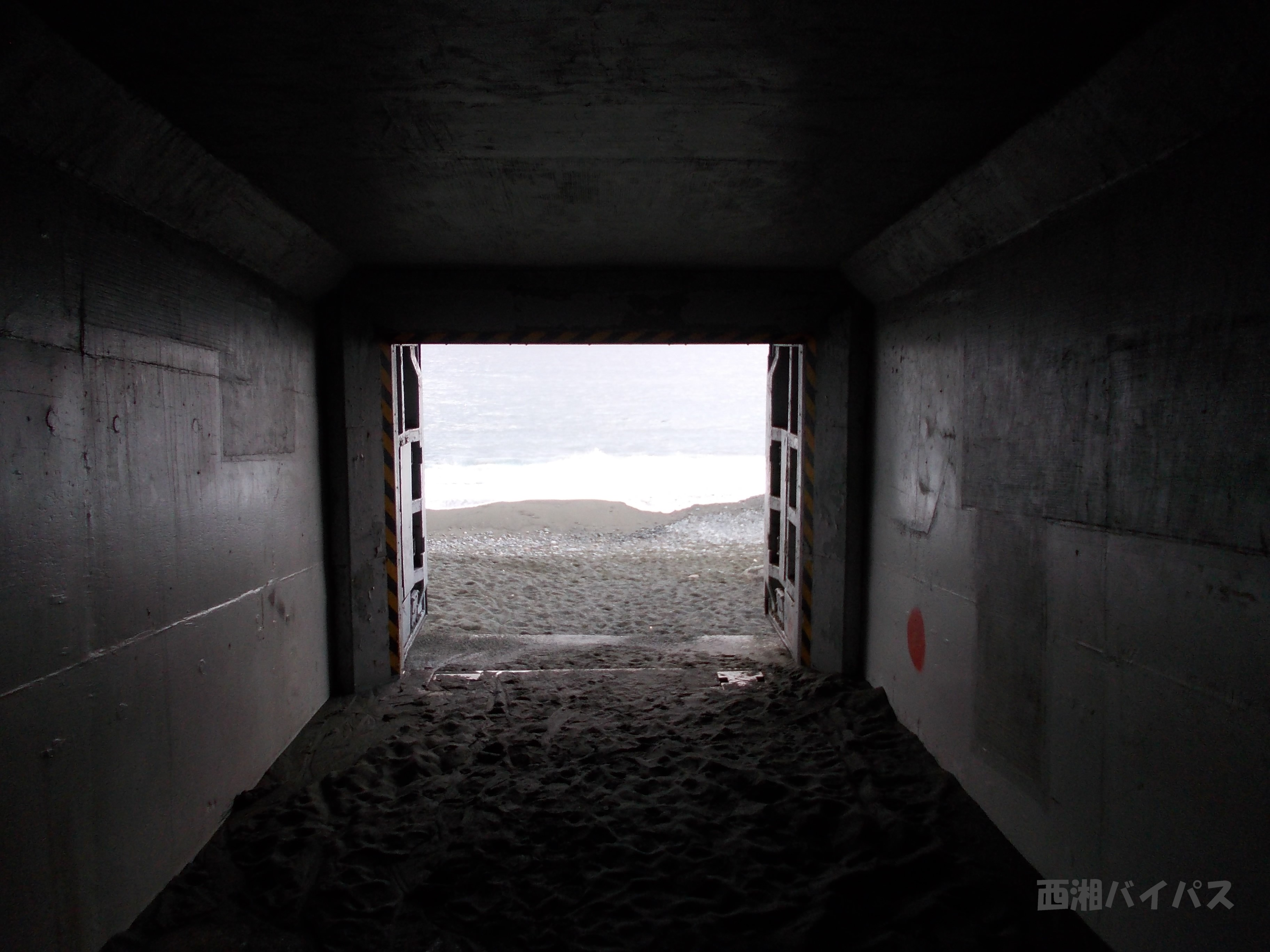
道路下トンネル
相模湾に通じている

西湘バイパス（せいしょうバイパス、英語: SEISHO BY-PASS）は、神奈川県中郡大磯町から小田原市を結ぶ自動車専用道路であり、一般国道1号のバイパスである。
高速道路ナンバリングによる路線番号は、新湘南バイパスの一部区間とともに「E84」が割り振られている。
西湘二宮ICから箱根口ICおよび石橋ICまでの区間は中日本高速道路管理の一般有料道路である。途中の早川JCTで分岐し、神奈川県小田原市石橋に至る石橋支線がある。

## 概要
大磯東IC - 西湘二宮IC間は無料区間となっている。西湘二宮ICから有料区間となり、早川分岐を経て、箱根ターンパイク分岐、小田原厚木道路分岐を過ぎ、小田原市風祭の箱根口ICで国道1号現道に接続する。箱根口ICで国道1号バイパス小田原箱根道路に接続し、箱根新道に連絡している。早川分岐から石橋支線に進行すると、小田原ブルーウェイブリッジを経て石橋ICで国道135号に接続する。
国道1号現道南側の海岸沿いを通っており、二輪・四輪を問わず、眺望の良好なドライブコースとして人気が高い一方で、強風・高波等の荒天時にはしばしば通行止となることもある。
自動車専用道路のため、排気量125 cc以下の自動二輪車（原付一種および原付二種）は通行禁止となっている。
なお、西湘バイパスの有料区間は、2010年6月28日から2011年6月19日まで無料化社会実験が行われていた。

### 路線データ
本線
- 起点：神奈川県中郡大磯町東町
- 終点：神奈川県小田原市風祭
- 全長：20.8 km
- 車線数：4車線

石橋支線
- 起点：神奈川県小田原市南町
- 終点：神奈川県小田原市石橋
- 全長：1.9 km
- 車線数：2車線

### 有料区間
- 起点：神奈川県中郡二宮町二宮
- 終点：神奈川県小田原市風祭
  - 石橋支線起点：神奈川県小田原市南町
  - 石橋支線終点：神奈川県小田原市石橋
- 最高速度：70 km/h
- 全長：14.5 km（支線除く）

## インターチェンジなど

### 本線
- 全区間神奈川県内に所在。

| IC番号                                                     | 施設名                                                     | 接続路線名                                                 | 大磯東 から（km）                                          | 備考                                                       | 所在地                                                     | 所在地                                                     |
| E84 新湘南バイパス（予定） C4 圏央道・茅ヶ崎中央・藤沢方面 | E84 新湘南バイパス（予定） C4 圏央道・茅ヶ崎中央・藤沢方面 | E84 新湘南バイパス（予定） C4 圏央道・茅ヶ崎中央・藤沢方面 | E84 新湘南バイパス（予定） C4 圏央道・茅ヶ崎中央・藤沢方面 | E84 新湘南バイパス（予定） C4 圏央道・茅ヶ崎中央・藤沢方面 | E84 新湘南バイパス（予定） C4 圏央道・茅ヶ崎中央・藤沢方面 | E84 新湘南バイパス（予定） C4 圏央道・茅ヶ崎中央・藤沢方面 |
| ---------------------------------------------------------- | ---------------------------------------------------------- | ---------------------------------------------------------- | ---------------------------------------------------------- | ---------------------------------------------------------- | ---------------------------------------------------------- | ---------------------------------------------------------- |
|                                                            | 大磯東IC                                                   | 国道134号                                                  | 0.0                                                        |                                                            | 中郡                                                       | 大磯町                                                     |
|                                                            | 大磯港IC                                                   | 国道1号現道（町道経由）                                    | 1.5                                                        | 上り出口・下り入口                                         | 中郡                                                       | 大磯町                                                     |
|                                                            | 大磯東出入口                                               | 国道1号現道                                                |                                                            | 上り出口・上り入口                                         | 中郡                                                       | 大磯町                                                     |
|                                                            | 大磯西IC                                                   |                                                            | 3.9                                                        |                                                            | 中郡                                                       | 大磯町                                                     |
|                                                            | 西湘二宮IC                                                 | 県道71号                                                   | 6.1                                                        | 下り出口なし                                               | 中郡                                                       | 二宮町                                                     |
|                                                            | 橘IC                                                       | 国道1号現道                                                | 8.9                                                        | 上り出入口のみ                                             | 小田原市                                                   | 小田原市                                                   |
| -                                                          | 西湘PA                                                     | -                                                          |                                                            | 上り線                                                     | 小田原市                                                   | 小田原市                                                   |
| -                                                          | 橘TB                                                       | -                                                          |                                                            |                                                            | 小田原市                                                   | 小田原市                                                   |
|                                                            | 国府津IC                                                   | 国道1号現道・県道72号                                      | 11.6                                                       |                                                            | 小田原市                                                   | 小田原市                                                   |
| -                                                          | 西湘PA                                                     | -                                                          |                                                            | 下り線                                                     | 小田原市                                                   | 小田原市                                                   |
|                                                            | 酒匂IC                                                     | 国道1号現道・県道719号                                     | 14.1                                                       | 上り入口のみ                                               | 小田原市                                                   | 小田原市                                                   |
|                                                            | 小田原IC                                                   | 国道1号現道                                                | 15.7                                                       | 上り入口・下り出口                                         | 小田原市                                                   | 小田原市                                                   |
|                                                            | 早川JCT                                                    | 石橋支線                                                   |                                                            |                                                            | 小田原市                                                   | 小田原市                                                   |
|                                                            | 早川IC                                                     | 国道135号                                                  | 18.3                                                       | 上り入口・下り出口                                         | 小田原市                                                   | 小田原市                                                   |
| -                                                          | （施設名なし）                                             | 箱根ターンパイク西湘連絡線                                 |                                                            | 大磯方面・大観山方面相互間のみ通行可能                     | 小田原市                                                   | 小田原市                                                   |
|                                                            | 小田原西IC                                                 | E85 小田原厚木道路                                         |                                                            |                                                            | 小田原市                                                   | 小田原市                                                   |
|                                                            | 箱根口IC                                                   | 国道1号現道（箱根国道）                                    | 20.8                                                       |                                                            | 小田原市                                                   | 小田原市                                                   |
| 小田原箱根道路 箱根新道 箱根峠・沼津方面                   |                                                            |                                                            |                                                            |                                                            |                                                            |                                                            |

### 石橋支線
- 全区間神奈川県小田原市内に所在。

|                                    | 早川JCT | E84 本線  |      |  |
|                                    | 石橋IC  | 国道135号 | 19.6 |  |
| 真鶴道路方面へバイパス整備計画あり |         |           |      |  |

## 歴史

### 年表
- 1964年（昭和39年）：建設省により着工。
- 1967年（昭和42年）1月18日：酒匂IC - 小田原ICを供用開始（暫定2車線・無料）[4]。
- 1968年（昭和43年）4月1日：酒匂IC - 国府津仮出入口を供用開始（暫定2車線・無料）。
- 1969年（昭和44年）
  - 2月11日：自動車専用道路に指定[5]。
  - 5月14日：中郡二宮町以西の区間を日本道路公団が引き継ぎ、有料道路事業として施行。
- 1970年（昭和45年）11月15日：箱根口IC - 小田原西IC供用開始[6]。
当初は小田原厚木道路の小田原西ICの箱根方面ランプとしての供用であった。
- 1971年（昭和46年）4月28日：小田原IC - 西湘二宮ICが4車線で完成、有料道路として供用開始[6]。
- 1972年（昭和47年）
  - 1月19日：小田原市東町から小田原市風祭までの一般国道1号の改築工事が終了する[7]。
  - 1月27日：小田原西IC - 小田原IC供用開始[6]（本線部全線供用）。
- 1973年（昭和48年）
  - 3月29日：小田原市風祭から神奈川県足柄下郡箱根町湯本までの延伸工事を開始する[8]。
  - 4月23日：料金徴収期間が、1996年（平成8年）4月27日までとなる[9]。
- 1976年（昭和51年）3月31日：小田原市風祭から神奈川県足柄下郡箱根町湯本までの延伸工事を廃止する[10]。
- 1995年（平成7年）3月22日：早川分岐 - 石橋IC供用開始[6]・小田原西ICフル化完成。料金徴収期間が2021年（令和3年）9月27日までとなる[11]。
- 2005年（平成17年）
  - 3月28日：箱根口ICにて小田原箱根道路に直結。
  - 10月1日：道路関係四公団の民営化により、日本道路公団から中日本高速道路に移管。民営化にあたり全国路線網に編入される[12]。
- 2007年（平成19年）9月7日：台風9号により本線部数箇所が被害を受け、一部区間が通行止となる。
- 2008年（平成20年）4月25日：上記の台風によって被害が発生した箇所の復旧工事が完成し、全線の規制が解除された[13]。
- 2017年（平成29年）10月23日：台風21号により大磯西IC付近の下り線300 mが被災する[14]。
- 2022年（令和4年）
  - 2月1日：西湘PA（下り）を災害復旧工事のため閉鎖[注釈 1]。
  - 7月2日：上記の台風によって被害が発生した箇所の復旧工事が完成し、無料区間の全線の規制が解除された[17]。
- 2023年（令和5年）4月29日：西湘PA（下り）の閉鎖解除[18]。

### 平成19年台風第9号による被害
2007年（平成19年）9月6日 - 7日の台風9号の影響により、大磯西IC - 橘ICの下り線脇3箇所において擁壁崩落や路面陥没などの被害が発生した。このため、下り線の大磯西IC - 国府津ICと上り線の橘IC - 大磯西ICが通行止となった。
この通行止の影響で周辺道路が激しく渋滞するなどしたため、9月10日には上記被害の迂回路処置として小田原厚木道路全線の一時無料開放（応急復旧完了までの間）が決定され、即日実施された。9月27日には上り線を対面通行とする形で暫定的に応急復旧措置が完了し、通行可能となった（ただし、西湘二宮ICの小田原方面入口は引き続き閉鎖）。2008年（平成20年）4月25日に橘IC - 大磯西ICが4車線で開通し、対面通行が解除された。同時に西湘二宮ICでの小田原方面入口も通行可能となった。
なお本被害は、相模湾に砂を供給してきた相模川や酒匂川上流に多目的ダム群を建設したことによる海岸線の後退が原因とする見方がある。

### 平成29年台風第21号による被害
2017年（平成29年）10月23日未明に上陸した台風21号の影響により、大磯西IC付近の下り線において大磯ロングビーチ前の300 mに亘り、コンクリート製擁壁やガードレールなどの倒壊が発生。このため、大磯東IC - 西湘二宮ICの上下線が通行止となった。
その後、10月25日に被害発生場所付近の上り線1.3 kmを対面通行とする形で応急復旧措置が完了し、通行可能となっている。2022年（令和4年）7月2日には大磯西IC - 西湘二宮ICの車線規制が解除され、上下4車線での通行が可能となった。

### 令和元年東日本台風（令和元年台風第19号）による被害
2019年（令和元年）10月12日に日本に上陸した令和元年東日本台風（令和元年台風第19号）の影響により、有料道路区間内の西湘PA（下り線）では、商業施設等が破壊される被害が発生した。
その後、盛土や護岸の強化、施設レイアウトの変更といった災害本復旧工事が進められ、2023年（令和5年）4月29日に閉鎖が解除された。

## 路線状況
下り線の早川分岐では、進行方向の右前方にある箱根方面が本線として2車線のまま左へ分岐し、左前方へ石橋方面が本線から右へ分流し片側1車線となる。石橋IC出口より真鶴道路までの国道135号はバイパスがないため、早川ICから石橋IC出口付近は国道に合流する車で時間帯によって渋滞がみられる。
神奈川県県西地域県政総合センターでは、真鶴道路と並行した小田原湯河原広域農道の整備を実施しており、石橋 - 根府川（ヒルトン小田原リゾート&スパ）間は2022年（令和4年）度末に工事が完了する予定である。建設から20年以上が経ち、一部開通部分は交通量が少なく不法投棄も発生しており、全面開通・工事前倒しが期待される。
また、石橋ICから真鶴道路（小田原市根府川）接続部までの延伸が計画されており（2017 - 2025年までの予定）、今後の整備推進が期待されている。
一方、上りの大磯東ICでは車線が2車線から1車線に減少する上、そのすぐ東に国道134号（現道）が分岐する唐ヶ原交差点があるため、慢性的な渋滞が発生、週末や行楽シーズンには1 km通過するのに約30分以上かかることもあった。将来的には新湘南バイパスを延伸して大磯東ICと茅ヶ崎海岸IC間が接続し、2階建て構造で上下8車線化する予定だが、新湘南大橋に隣接するゴルフ場の移設工事（交渉）が難航しており、8車線化のための橋脚は出来上がっているが、道路工事本体の着工には至っていない。暫定的な対策として、花水川橋から、すでに4車線化が完成している国道134号線の新湘南大橋までの区間を4車線に拡幅する事業が2015年2月28日に完成し、3月1日より供用が始まった。これにより国道134号線・片瀬江ノ島駅前から花水川橋までの区間が4車線化したことで、慢性化していた渋滞は解消された。
将来的な構想として、伊豆半島方面に延伸させて伊豆縦貫自動車道と結ぶ「伊豆湘南道路」構想がある。

### 車線・最高速度・料金
| 区間     | 区間                  | 車線 上下線=上り線+下り線 | 最高速度 | 最高速度 | 料金 |
| 区間     | 区間                  | 車線 上下線=上り線+下り線 | 上り線   | 下り線   | 料金 |
| -------- | --------------------- | ------------------------- | -------- | -------- | ---- |
| 本線     | 大磯東IC - 大磯港IC   | 4=2+2                     | 60 km/h  | 60 km/h  | 無料 |
| 本線     | 大磯港IC - 西湘二宮IC | 4=2+2                     | 70 km/h  | 70 km/h  | 無料 |
| 本線     | 西湘二宮IC - 早川IC   | 4=2+2                     | 70 km/h  | 70 km/h  | 有料 |
| 本線     | 早川IC内              | 2=1+1                     | 60 km/h  | 60 km/h  | 有料 |
| 本線     | 早川IC - 小田原西IC   | 4=2+2                     | 60 km/h  | 60 km/h  | 有料 |
| 本線     | 小田原西IC内          | 2=1+1                     | 60 km/h  | 50 km/h  | 有料 |
| 本線     | 小田原西IC - 箱根口IC | 4=2+2                     | 50 km/h  | 50 km/h  | 有料 |
| 石橋支線 | 早川JCT - 石橋IC      | 2=1+1                     | 70 km/h  | 60 km/h  | 有料 |

橘料金所付近は30 km/h、石橋料金所付近は40 km/h。

### 交通量

#### 本線
24時間交通量（台）　道路交通センサス
| 区間                                 | 平成17年（2005年）度 | 平成22年（2010年）度 | 平成27年（2015年）度 |
| ------------------------------------ | -------------------- | -------------------- | -------------------- |
| 国道134号接続部（大磯東） - 大磯港IC | 35,370               | 44,774               | 36,324               |
| 大磯港IC - 大磯東IC                  | 35,370               | 44,774               | 36,324               |
| 大磯東IC - 大磯西IC                  | 35,370               | 44,774               | 36,324               |
| 大磯西IC - 西湘二宮IC                | 35,370               | 44,774               | 36,324               |
| 西湘二宮IC - 橘IC                    | 30,886               | 41,746               | 34,396               |
| 橘IC - 国府津IC                      | 30,886               | 41,746               | 28,763               |
| 国府津IC - 酒匂IC                    | 23,605               | 35,538               | 25,550               |
| 酒匂IC - 小田原IC                    | 23,605               | 35,538               | 23,889               |
| 小田原IC - 早川JCT/IC                | 11,911               | 13,562               | 16,201               |
| 早川JCT/IC - 小田原西IC              | 11,911               | 13,562               | 12,632               |
| 小田原西IC - 箱根口IC                | 12,397               | 19,145               | 14,202               |

（出典：「平成22年度道路交通センサス」・「平成27年度全国道路・街路交通情勢調査」（国土交通省ホームページ）より一部データを抜粋して作成）
- 平成22年度の調査期間中において有料区間全線では、高速道路無料化社会実験が行われていた。

- 令和2年度に実施予定だった交通量調査は、新型コロナウイルスの影響で延期された[28]。

#### 石橋支線
24時間交通量（台）　道路交通センサス
| 区間                | 平成17年（2005年）度 | 平成22年（2010年）度 | 平成27年（2015年）度 |
| ------------------- | -------------------- | -------------------- | -------------------- |
| 早川JCT/IC - 石橋IC | データなし           | データなし           | データなし           |

（出典：「平成22年度道路交通センサス」・「平成27年度全国道路・街路交通情勢調査」（国土交通省ホームページ）より一部データを抜粋して作成）
- 平成22年度の調査期間中において有料区間全線では、高速道路無料化社会実験が行われていた。

- 令和2年度に実施予定だった交通量調査は、新型コロナウイルスの影響で延期された[28]。

### 主な橋
- 小田原ブルーウェイブリッジ（石橋支線）

### 西湘バイパス石橋IC - 真鶴道路間のバイパス整備
西湘バイパス石橋ICから真鶴道路までの区間は、バイパス道路が整備されておらず、休日に激しい渋滞が生じる。このため当該区間のバイパス工事が進行中である。

### 国道134号の拡幅
前述のように、大磯東ICでは将来的に新湘南バイパスと接続する予定であるが、着工にすら至っていない。現在接続している国道134号は、同IC付近から平塚市高浜台交差点にかけて渋滞が慢性化し、ボトルネックとなっていたため、当区間の4車線化工事が東側から行われ、平成27年3月に工事が完了した。

### 所管警察
自動車専用道路であるが、高速道路交通警察隊の管轄とはなっていない。

## 通行料金
1995年以降は、以下の各料金所の通過毎に通行料金を支払う。
- 橘料金所 - 小田原市前川に所在[11]。橘IC（上り線のみ）付近の上下各本線にある。上り線はICの出口分岐手前にあるため、入口では料金徴収が発生しない。
- 国府津料金所 - 小田原市国府津に所在[11]。国府津ICの下り線入口・上り線出口にある。
- 石橋料金所 - 小田原市早川に所在[11]。石橋支線南端にある。

料金所施設を集約しているため、このような徴収方法になっている。
各料金所ともETCに対応している。当初、ETC割引制度は導入されなかったが、2009年3月28日から深夜割引、通勤割引が適用できるようになった。
通行料金は以下の通り。
| 料金所・車種 | 軽自動車等 | 普通車 | 中型車 | 大型車 | 特大車 |
| ------------ | ---------- | ------ | ------ | ------ | ------ |
| 橘           | 220        | 270    | 320    | 420    | 730    |
| 国府津       | 110        | 170    | 210    | 270    | 420    |
| 石橋         | 160        | 210    | 270    | 370    | 580    |

通行区間によっては最高で2回料金徴収があり、下記の通り利用距離は大差がないのに料金格差が激しい区間がある。
- 料金計算例（普通車）
  - 大磯本線→箱根口IC：270円
  - 大磯本線→石橋IC：480円
  - 石橋IC→橘IC：480円
  - 石橋IC→国府津IC：380円
  - 早川IC→国府津IC：170円
  - 酒匂IC→大磯西IC：270円
  - 橘IC→大磯本線：0円（料金所を通過しないため）
  - （小田原厚木道路方面から）小田原西IC→石橋IC：210円

## 地理

### 通過する自治体
- 神奈川県
  - 中郡大磯町 - 中郡二宮町 - 小田原市